# Полибино (Задонский район)
Поли́бино — деревня Хмелинецкого сельсовета Задонского района Липецкой области. Имеет 3 улицы: 9 Мая, Заводская и Новая.

## Население
| 2010 |
| ---- |
| 130  |